# Vasile Ionescu
Vasile Ionescu (n. 8 ianuarie 1930) este un deputat român în legislatura 1992-1996, ales în județul Constanța pe listele partidului PUNR.

## Legături externe
- Vasile Ionescu Arhivat în 27 aprilie 2016, la Wayback Machine. la cdep.ro